# Mason Holgate
Mason Anthony Holgate (Doncaster, Anglia, 1996. október 22. –) angol születésű jamaicai válogatott labdarúgó, legutóbb az Everton játékosa volt, hátvéd.

## Pályafutása

### Barnsley
Holgate kilencéves korában csatlakozott a Barnsley ifiakadémiájához. 2014-ben aláírta első, két évre szóló profi szerződést a csapattal. 2014. december 2-án, egy Doncaster Rovers elleni bajnokin mutatkozott be, végigjátszva a mérkőzést. A 2014/15-ös idény utolsó meccsén, a Rochdale ellen megszerezte első gólját a csapatban. Miután 20 bajnokin kapott lehetőséget, megválasztották a szezon legjobb fiatal játékosának. Jó teljesítményével több Premier League-ben szereplő csapat figyelmét is felhívta magára, 2015 júliusában próbajátékon vett részt a Manchester Unitednél.

### Everton
2015. augusztus 13-án az Evertonhoz igazolt, ahol öt évre írt alá. A liverpooli klub egyes források szerint 2 millió fontot fizetett érte. Pontosan egy évvel később, egy Tottenham Hotspur elleni 1-1-es mérkőzésen mutatkozott be a Premier League-ben.

## Külső hivatkozások
- Mason Holgate pályafutásának statisztikái a Soccerbase oldalon (angolul)